# Szováta
Szováta (románul Sovata, németül Sowata) város Romániában, Maros megyében. A Sóvidék központja, európai hírű üdülőváros.

## Fekvése
Marosvásárhelytől 60 km-re keletre, a Mezőhavas délnyugati előterében, a Szovátai-medencében fekszik. A Kis-Küküllőbe siető Juhod, Sebes, Szováta és Szakadát patakok hordalékkúpjaira épült. 1955 óta város.

## Nevének eredete
A település a székely Örlec nembeli Szovát nemzetségről kapta a nevét, mások szerint a szláv eredetű magyar Szovát személynévből származik.

## Története
A környéken már a rómaiak is bányásztak sót, majd a középkorban is folytatódott a kitermelés. A régi mélyedéseket idővel csapadék és folyóvíz töltötte ki, így keletkeztek az első sóstavak.
Első lakói 1578-ban sótermelésre idetelepített elszegényedett szabad székely családok voltak, akiket 1581-ben ugyan elűztek, de rövidesen visszatelepültek.
Első fürdője a 19. század közepén épített Gérafürdő a Sós-pataknak a Szovátába ömlésénél volt, innen fokozatosan Felső-Szovátára a mai fürdőközpontba helyeződött át a fürdőélet, ahol 1901-ben nyitották meg a fürdőtelepet.
1850-ben 1123 lakosából, 1036 magyar, 68 román, 18 roma volt.
1910-ben 2826 lakosából, 2763 magyar, 28 német, 11 román volt. A trianoni békeszerződésig Maros-Torda vármegye Nyárádszeredai járásához tartozott.
1992-ben 8935 lakosából 7943 magyar, 891 román, 39 cigány, 10 német, közülük 4527 római katolikus, 2979 református, 872 ortodox.
Középiskolája, kórháza, egészségügyi intézményei vannak.
2011-ben 9516 lakosából 8455 magyar, 775 román, 67 cigány, 4 német. A beosztott falvakkal együtt lakossága 10 385 fő.

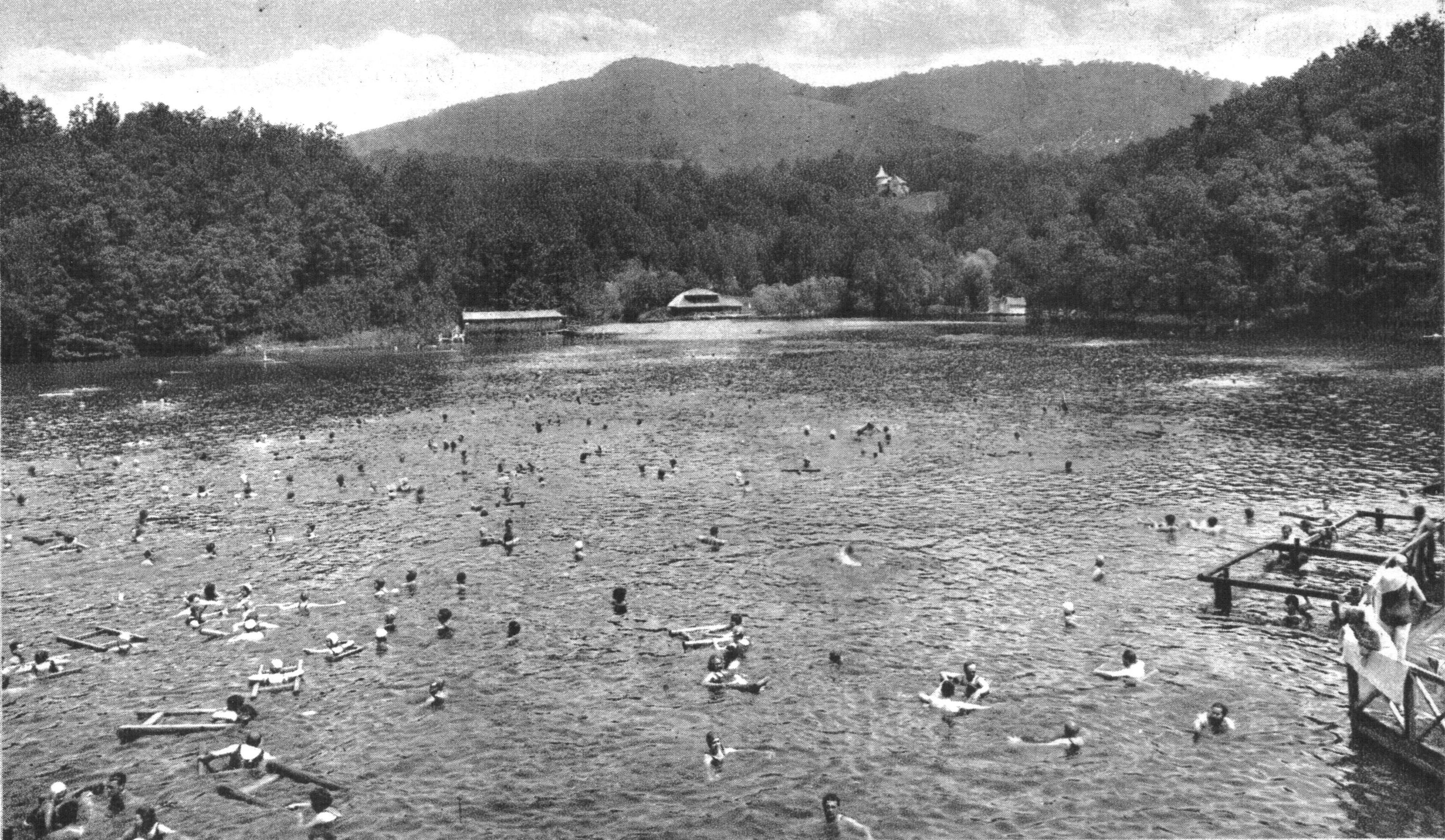
Szováta-fürdő, Medve-tó

## Látnivalók

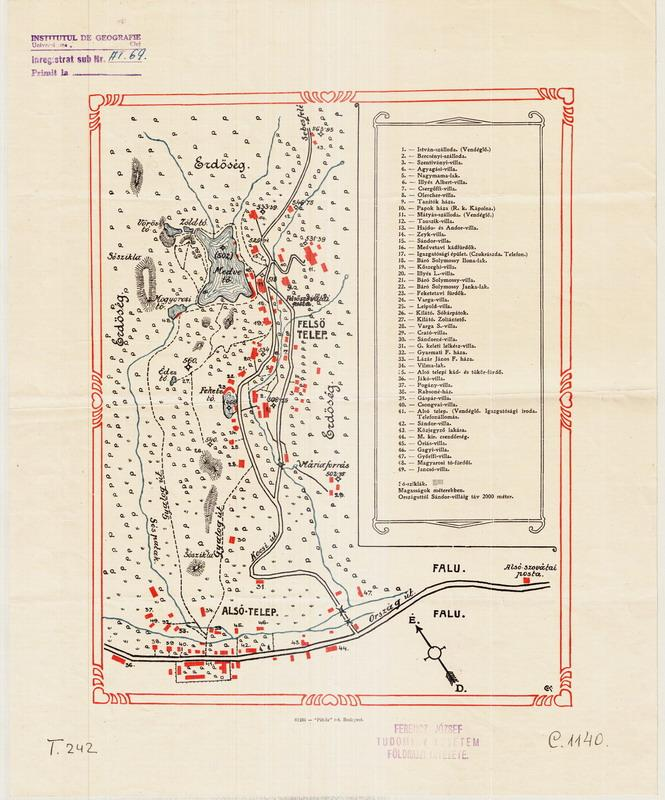
Szováta térképe - Ferenc József Tudományegyetem

- A város sóstavairól és sószikláiról nevezetes. Legnagyobb tava a Medve-tó. A Medve-tó nevét kiterített medvebőrhöz hasonló alakjáról kapta és 1875-ben alakult ki. Benne 66 000 tonnára becsült oldott sómennyiség van, a felszíntől lefelé hőmérséklete növekszik, melyet a nap melege és a lejjebb koncentrálódó só okoz. További tavai a sósvizű Mogyorósi-tó, Rigó-tó, Fekete-tó, Vörös-tó és Zöld-tó, továbbá az édesvizű Piroska-tó és Kígyós-tó. A sósvizű tavak esetében a víz sótartalma magas, így a fürdőző könnyebben fennmarad a víz felszínén.
- A Sóköze a város északkeleti végétől délnyugat felé húzódó, sóstavakban gazdag sókarsztterület, ahol a kősó néhol 15–20 m magas sósziklákat alkot, melyeket régen katonák őriztek.
- A tó melletti római katolikus kápolna 1934-ben, a görögkatolikus kápolna 1932-ben épült. Ortodox temploma 1929-ből való.
- A város római katolikus temploma 1878-ban, a református templom 1938-ban, az ortodox templom 1991-ben épült.
- A Tyukász-dombi római katolikus kápolna a 19. század végén épült.
- Szovátai Unitárius templom
- A Boldogasszony Iskolanővérek Mariánum Háza, az épületben működik a Kodály Zoltán Népfőiskola és az Erdélyi Tündérkert Alapítvány is.[6]
- A Szovátai Kilátótornyot 2016-ban nyitották meg a nagyközönség számára. A toronyból szép kilátás nyílik a városra. A látogatás látogatási program szerint történik.

## Képgaléria

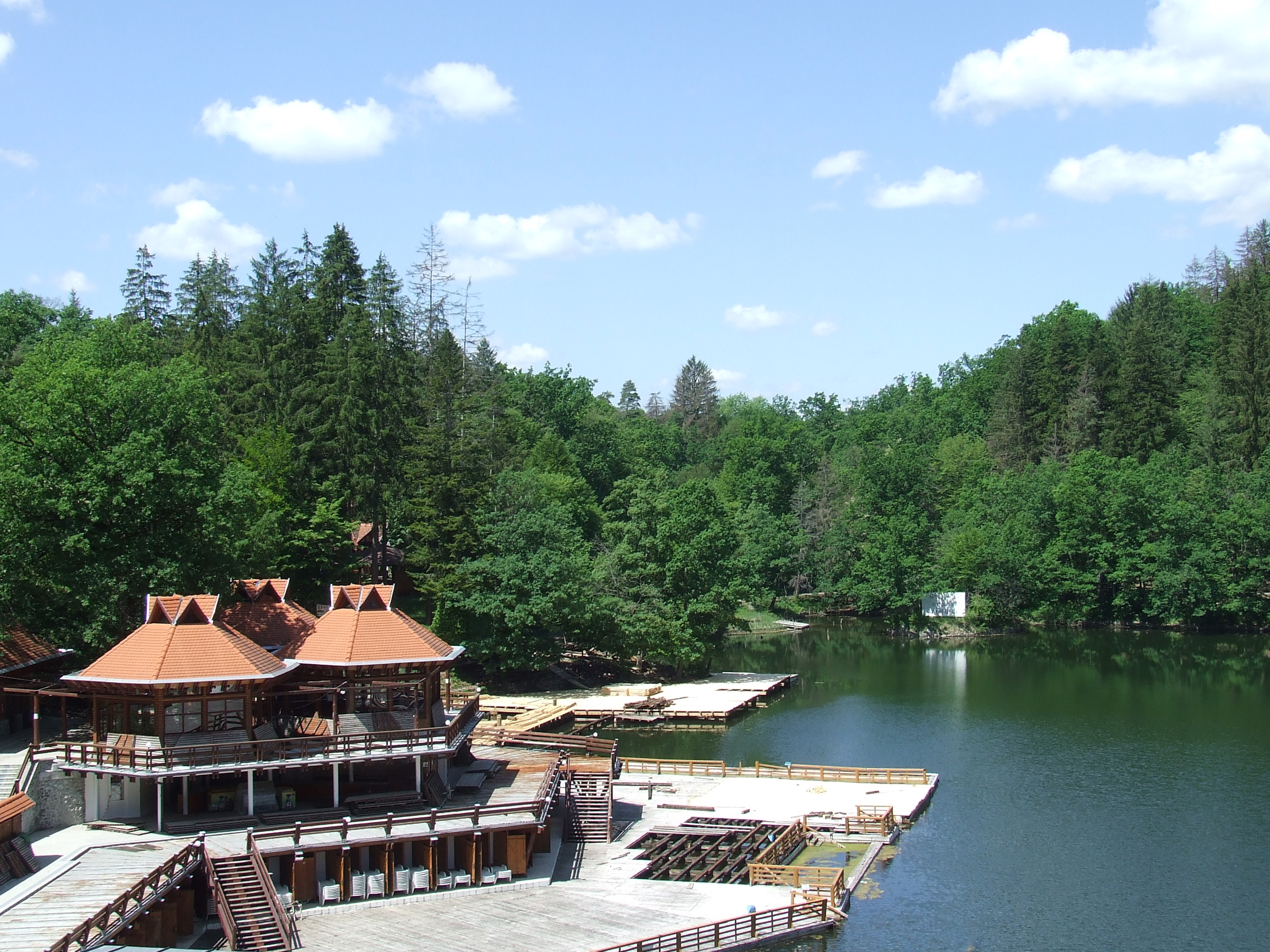
Medve-tó
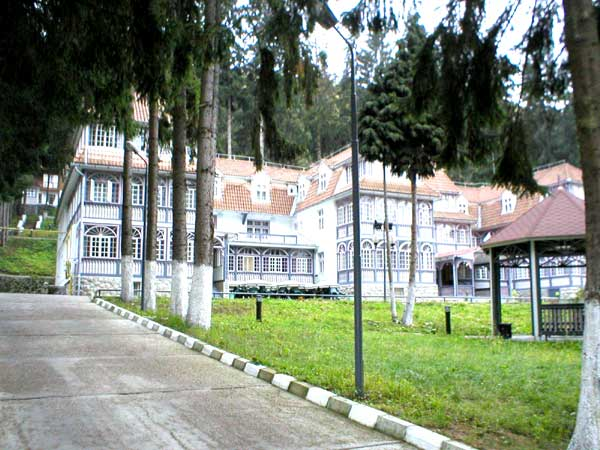
Szováta egyik szép épülete (volt román királyi nyáripalota, jelenleg az ügyvédi kamara tulajdona)
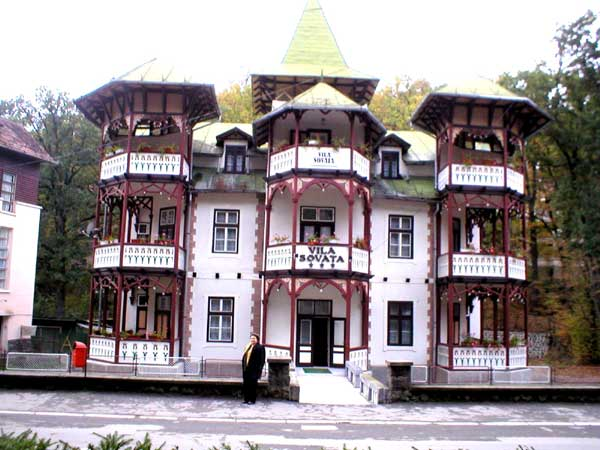
Szováta villa
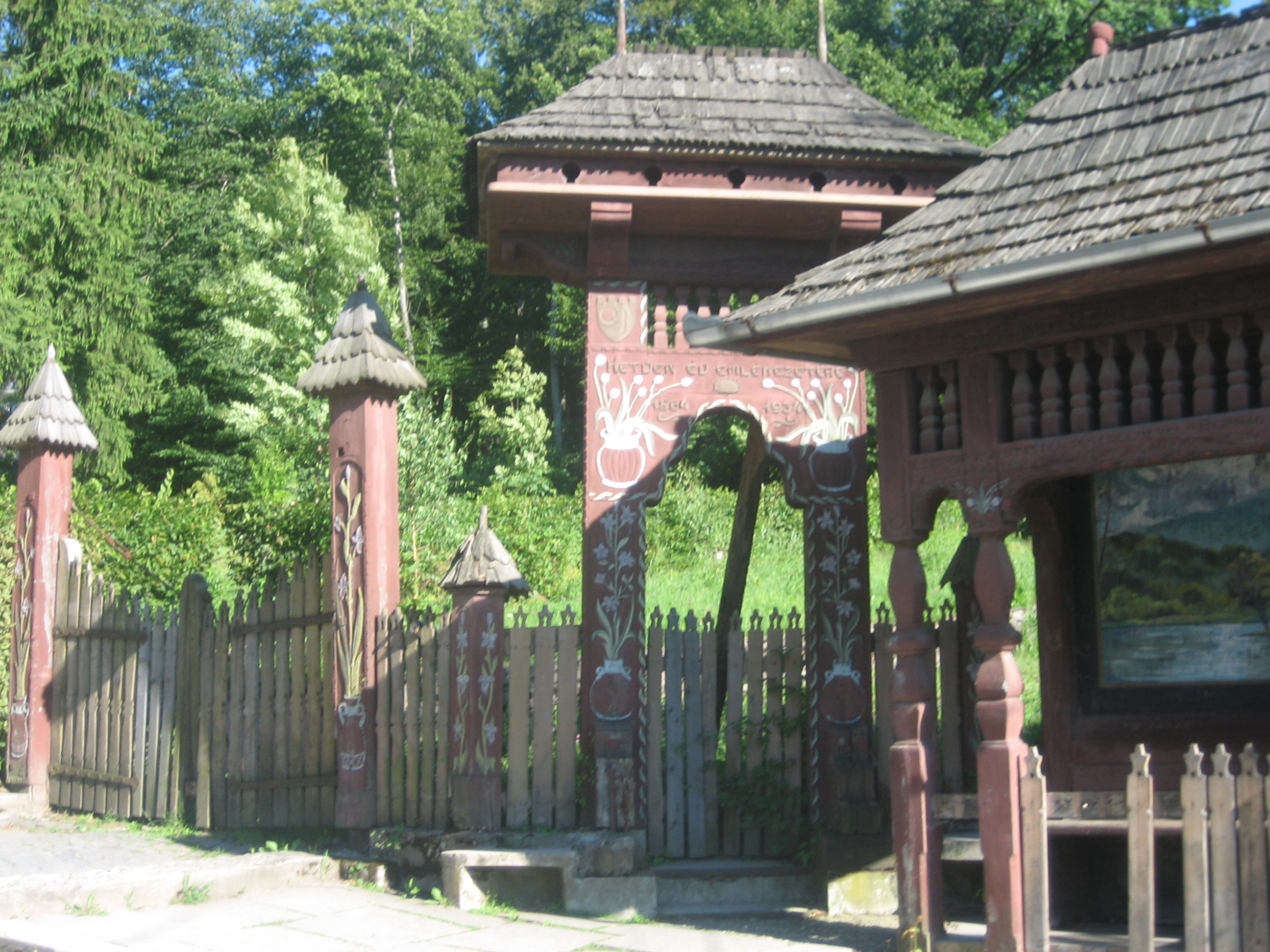
Székelykapu a Bernády-villa előtt
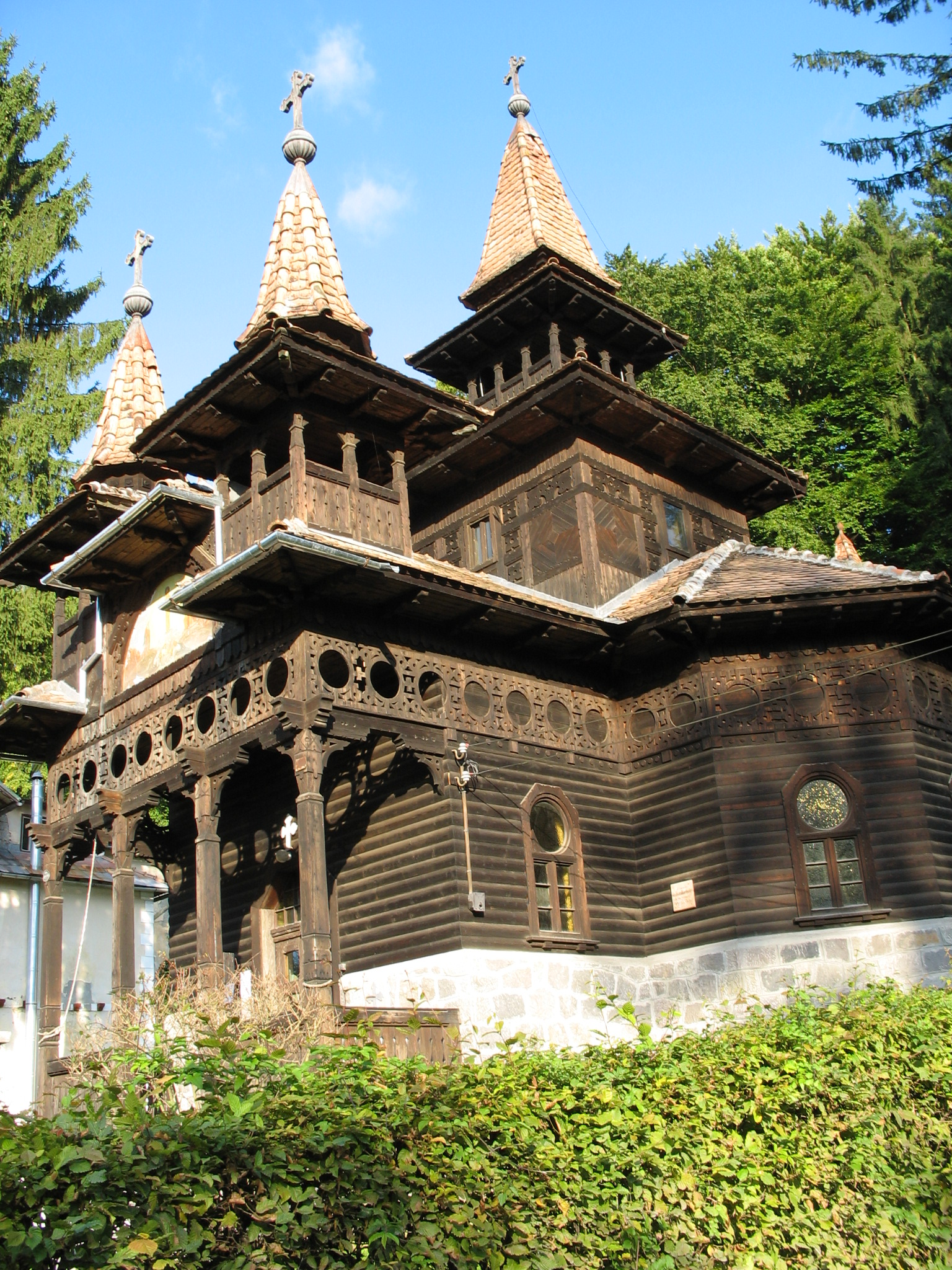
Szovátafürdő, ortodox templom
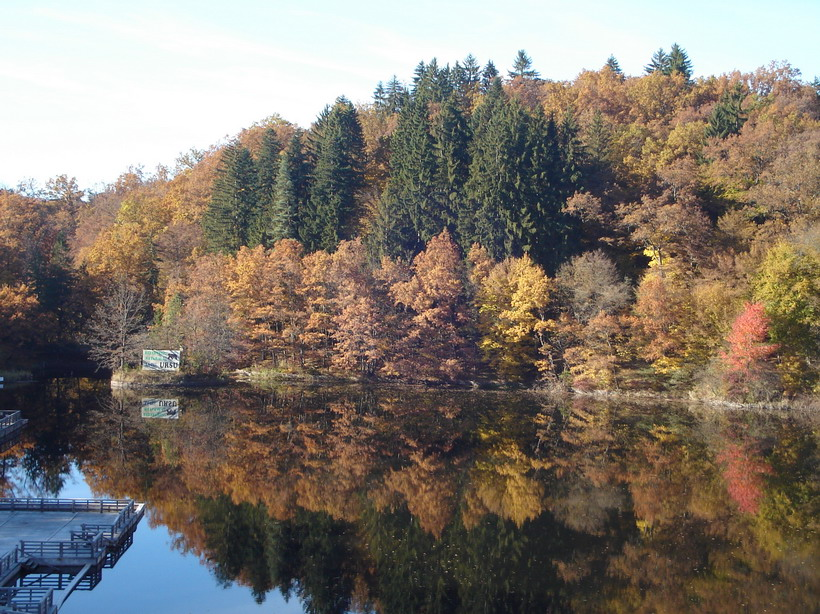
Medve-tó ősszel
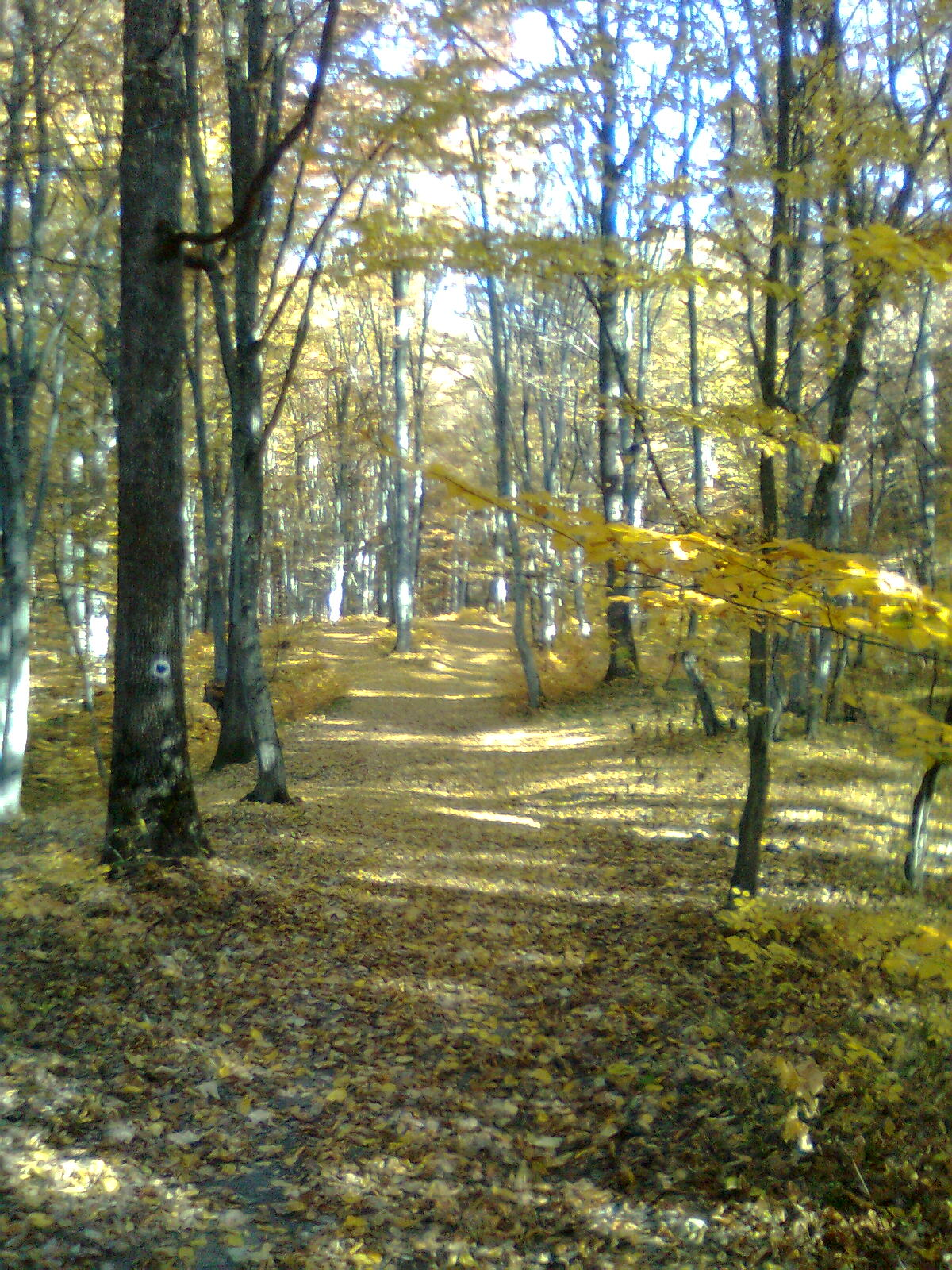
A Szováta melletti Tivoli erdő ősszel
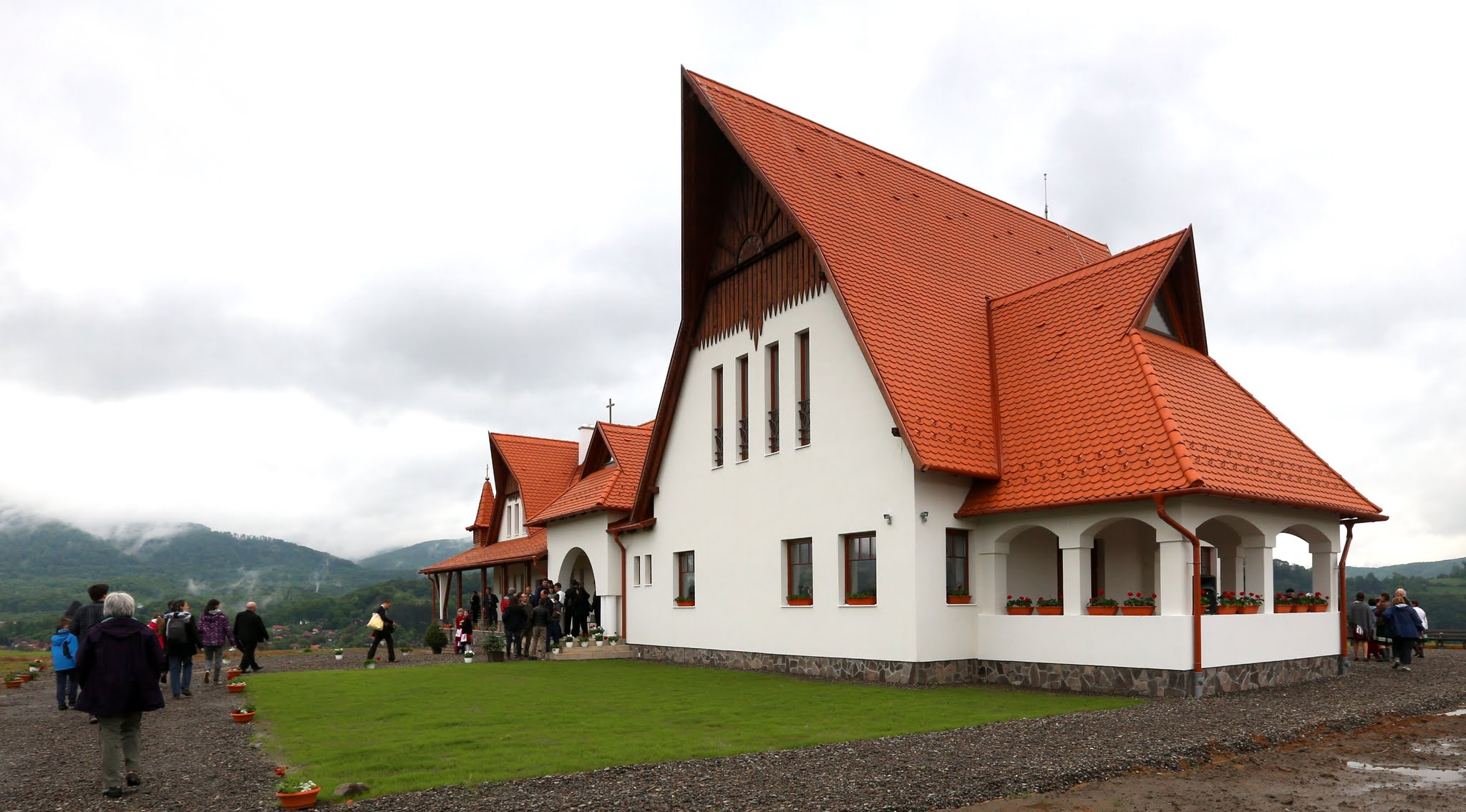
A Boldogasszony Iskolanővérek új missziós háza, 2016
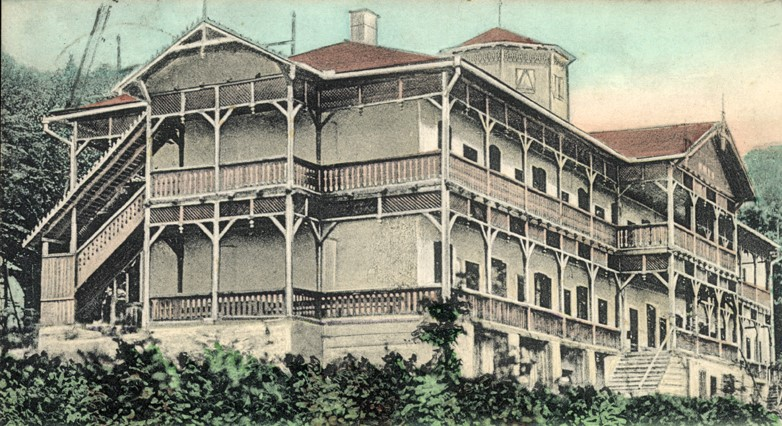

## Testvértelepülései
- Mezőberény, Magyarország, 1998
- Tata, Magyarország, 2002
- Angyalföld, Magyarország
- Százhalombatta, Magyarország
- Sümeg, Magyarország
- Csopak, Magyarország
- Kőröshegy, Magyarország
- Brzesko, Lengyelország

## Híres emberek
- Itt született 1606. szeptember 29-én Damokos Kázmér püspök, gyulafehérvári és erdélyi apostoli helynök, a katolikus egyház megerősítője a reformáció után. Mellszobra a római katolikus plébánia-templom előtt van felállítva.
- Itt született 1886. szeptember 21-én Léstyán József erdélyi római katolikus pap, művészettörténész.
- Itt született 1941. május 9-én Mátyás Árpád magyar újságíró, riporter.
- Itt született 1943 október 4-én Lőwey Lilla pedagógus, helytörténész, irodalmi szerkesztő.
- Itt született 1964. április 6-án Sánta Csaba szobrászművész.[7]